# ماکس وایلر (هنرمند)
ماکس وایلر (انگلیسی: Max Weiler; ۲۷ اوت ۱۹۱۰ – ۲۹ ژانویهٔ ۲۰۰۱) نقاش، و استاد دانشگاه اهل اتریش بود.